# 陳雲生
陳雲生，BBS，MH（1950年12月30日—），祖籍浙江，在上海出生，香港建制派人士。曾擔任屯門區議會L06友愛北選區的區議員，為民建聯成員。

## 背景
陳雲生為浙江溫州永嘉縣甌北鎮人，生於上海霞飛路（即現時的淮海中路），家有一姊1妹。他1950年六歲時來港，來港初期因只懂講國語及上海話而無法入讀香港小學，以致曾經入讀多所學校，當中包括一間右派學校。學習上，他當年一度要到調景嶺一所小學唸書達一年半，才能學懂說粵語。而後轉到黃大仙區孔教學院大成小學（為該校遷校後首屆畢業生）完成學業。後來中學畢業後任職於一間髮型屋，亦從事過其他工種。
陳零生持有華南師範大學學士學位。他早於1960年代加入左派的理髮工會。1980年代已活躍於屯門區社區事務，擔任社區幹事；同期在一間外資公司任職副經理。1991年，陳雲生首次當選友愛邨區議員，直至在2015年區議會選舉中敗於工黨譚駿賢（得票1,731），中止區議員生涯。

## 政治事件

### 狙擊泛民主派
陳雲生多次藉社會話題追擊香港民主派，例如向執法機構如廉政公署申訴等。不過，多次事件最終均被確認為陳之誤解，或民主派人士之無心之失。

### 涂謹申匯標事件
2004年末至2005年中，涂謹申被揭發利用政府提供的議員資助，租用民主黨和自己持有的「匯標公司」旗下的物業，作為自己的議員辦事處，事件涉及利益衝突。涂謹申多次辯稱這是「一時疏忽，無心之失」，並向公眾道歉。。民主黨亦展開內部調查，最終涂謹申被裁定須要向政府歸還13萬5千元，及被立法會議員跨黨派的個人利益監察委員會訓誡。不過，陳雲生仍然曾向廉政公署報案，要求廉署介入調查事件，但最後廉署確定事件為無心之失。

### 陳方安生被指控十成按揭事件
於2007年，陳方安生被指控於14年前(即1993年)以權謀私獲得十成按揭，其中陳雲生連同徐家傑一直向陳方安生作出狙擊。及後，中原地產創辦人王文彥於星島日報撰寫文章，對陳、徐二人的六項觀點逐一反駁，又批評他們未徹底研究清楚及做好事前專業諮詢，就胡亂「給陳太穿小鞋」雖然如此，至2014年陳雲生和徐家傑二人仍然堅持陳方安生獲得十成按揭的說法，只是有人對其偏袒。

## 個人生活
陳雲生有兩段婚姻。他與前妻育有3名子女。其第二任妻子為前新界屯門區龍門選區（L20）區議員（2000年起至2019年）龍瑞卿。